# Ogonek

Ogonek

O ogonek (˛) é uma acentuação gráfica utilizada em polonês, lituano, navajo e diversas outras línguas indígenas. Pode ser obtido com Alt Gr+Shift+= nas distribuições Linux.

## Utilização

### Polonês
Em polonês, o Ogonek indica nasalização das vogais ą e ę.

### Lituano
Em lituano, o Ogonek também costumava indicar nasalização, mas atualmente, o Ogonek nas letras ą, ę, į e ų indicam apenas que estas vogais devem ser pronunciadas longas.